# Konjsko Brdo
Konjsko Brdo – wieś w Chorwacji, w żupanii licko-seńskiej, w gminie Perušić. W 2011 roku liczyła 118 mieszkańców.